# Stéfanos Stefanópulos
Stéfanos Stefanópulos (en griego: Στέφανος Στεφανόπουλος) (1898-1982) fue un político griego.
Conservador moderado, fue miembro del gobierno de Aléxandros Papagos y ocupó el cargo de primer ministro por un día a la muerte de este, el 4 de octubre de 1955.
El 17 de septiembre de 1965, fue nombrado primer ministro por el rey Constantino II durante el periodo conocido como Apostasía de 1965. Apoyado por los conservadores del partido de derecha ERE y por los disidentes moderados del partido de Centro EK, su gobierno aguantó algo más de un año en medio de una gran agitación social y política. Dimitió el 22 de diciembre de 1966.
Representante de una conocida familia de políticos en Grecia que se han sentado en el Parlamento griego desde sus inicios.
En 1930 fue elegido diputado por el Partido Popular. En 1932 fue nombrado viceministro de Economía y Trabajo, participó en la elaboración de los fundamentos de la legislación laboral.
1934-1935 - Ministro de Economía,
1944-1945 - Ministro de Transporte,
1945-1946 - Ministro de Hacienda, al mismo tiempo - y. acerca de. Ministro de Trabajo y Alimentación de Grecia.
1946-1950 - Ministro de Coordinación; En este cargo, elaboró un programa para la recuperación económica de posguerra del país, que sentó las bases para la implementación de programas de industrialización y electrificación a gran escala,
1952-1955 - Vice primer ministro y Ministro de Relaciones Exteriores, firmó un acuerdo de cooperación con Yugoslavia y sobre el restablecimiento de relaciones diplomáticas con la Unión Soviética,
1963 y 1964-1965 - Vice primer ministro de Grecia y Ministro sin cartera,
1965-1966 - Primer ministro de Grecia, fue nombrado después de que el rey Constantino II destituyera al gabinete de Georgios Papandreou,
1966 - I. acerca de. Ministro de Relaciones Exteriores de Grecia.
En 1977 encabezó el partido monárquico Alineamiento Nacional (Εθνική Παράταξη), que obtuvo sólo alrededor del 7% de los votos y el político dimitió como su líder.